# اتحاد النساء الأمريكيات
أُنشئ اتحاد النساء الأمريكيات (اتحاد النساء الأميركيات) في عام 1934 من قبل الناشطة المكسيكية في مجال حقوق المرأة، مارغريتا روبلز دي ميندوزا. كان هدف المنظمة هو تطوير العلاقات بين النساء في المنطقة للقتال من أجل الحقوق المدنية والسياسية للمرأة في جميع أنحاء الأمريكيتين وتحسين الأوضاع الاجتماعية والاقتصادية للمرأة. شغلت منصب الرئاسة الأولى جنبا إلى جنب مع مجلس دولي كان لديه في البداية ممثلون عن كوبا وجمهورية الدومينيكان وبيرو وفنزويلا. يقع مقر المنظمة في مدينة نيويورك، ولكن هناك فروع لشركات تابعة في كل بلد في نصف الكرة الغربي تقريبًا.
في الثلاثينيات والأربعينيات من القرن العشرين، كان جزء كبير من عمل المنظمة موجهًا نحو منح حق التصويت،  بالمعنى الأوسع للكلمة، ولكن بشكل أكثر تحديدًا، كما هو الحال في حالة نيكاراغوا، نحو تحقيق حقوق المرأة. قادت الدعوة لذلك من قبل المربية جوزيفا توليدو دي أغيري ومن قبل «السيدة الليبرالية الأولى» (19 ديسمبر 1882 - 8 سبتمبر 1973)، ويطلق عليهما «نساء الأمريكتين» من قبل الاتحاد. مع مرور السنوات، بدأت المنظمة أيضًا في النظر في قضايا أوسع للمرأة. وكما كان الحال مع لجنة المرأة الأمريكية (لجنة الدول الأمريكية للمرأة)، كانت المنظمة مهتمة بالتفاوت في الوضع القانوني للمرأة،  كما هو الحال في تأييدها لعام 1937 لمشروع CIM لتوضيح الوضع القانوني للمرأة المتزوجة والأطفال غير الشرعيين. في بويرتوريكو، كانت المنظمة مرتبطة بالمنظمات السلمية، وعملت من أجل المساواة العرقية، وضد الجماعات المتعصبة للبيض،  بينما كانت في أماكن مثل تلاكسكالا، المكسيك؛  بويبلا، المكسيك؛ [بحاجة لمصدر] وفنزويلا نساء مثل الفيرا ترويبا  وبولينا آنا ماريا زاباتا بورتيو [بحاجة لمصدر] يعملون لتحقيق مكاسب اجتماعية اقتصادية للنساء، بالإضافة إلى المكاسب السياسية. 
واليوم تعمل المنظمة تحت إشراف لجنة الدول الأمريكية للمرأة ولكنها تستمد تمويلًا خاصًا بها من مستحقات الأعضاء ولها مجلس إدارة خاص بها مؤلف من الرئيس وأربعة نواب للرئيس وأمين صندوق وثلاثة أمناء (واحد للتسجيل وواحد للشؤون الداخلية وواحد للشؤون الخارجية). 